# Indira Gandhi National Open University

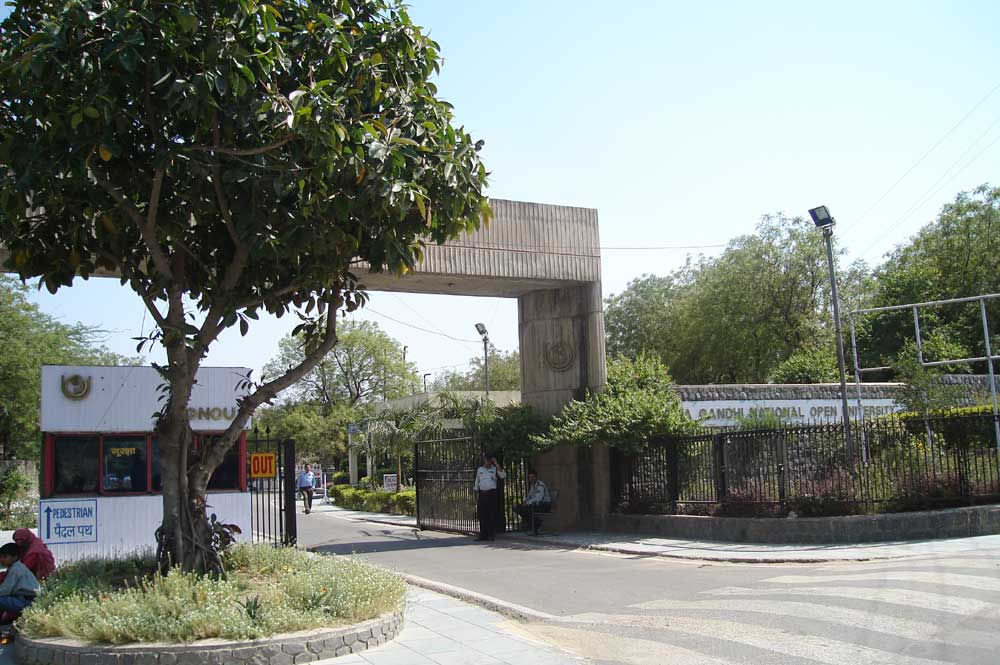
Indira Gandhi National Open University

Die Indira Gandhi National Open University (IGNOU) ist eine Fernuniversität mit Sitz in Delhi, Indien. Sie wurde 1985 gegründet, der Studienbetrieb wurde 1987 aufgenommen. Mit über drei Millionen eingeschriebenen Studenten ist sie die größte Universität der Welt, 20 % aller Studierenden Indiens sind hier eingeschrieben. Sie hat 21 Fakultäten mit 226 Studiengängen und 29 Außenstellen in 15 Ländern.
Vizerektor ist Nageshwar Rao.